# Спектральная классификация звёзд
Спектральная классификация звёзд — классификация звёзд по особенностям их спектров. Спектры звёзд сильно различаются, хотя в большинстве своём являются непрерывными с линиями поглощения. Современная спектральная классификация является двухпараметрической: вид спектра, зависящий в первую очередь от температуры, описывается спектральным классом, а светимость звезды описывается классом светимости. Также классификация может учитывать дополнительные особенности спектра.
Основные спектральные классы звёзд в порядке уменьшения температуры, от более голубых к более красным — O, B, A, F, G, K, M. Большинство звёзд, в том числе и Солнце, относится к этим спектральным классам, но существуют и другие классы: например, L, T, Y для коричневых карликов или C, S для углеродных и циркониевых звёзд. Основные спектральные классы делятся на подклассы, обозначаемые цифрой после обозначения класса, от 0 до 9 (кроме O, подклассы которого — от 2 до 9) в порядке понижения температуры. Классы звёзд более высоких температур условно называют ранними, более низких температур — поздними.
Звёзды одного спектрального класса могут иметь разные светимости. При этом спектральные классы и светимости распределены не случайным образом: между ними есть определённая связь, и на диаграмме спектральный класс — абсолютная звёздная величина звёзды группируются в отдельных областях, каждой из которых и соответствует класс светимости. Классы светимости обозначаются римскими цифрами от I до VII, от более ярких к более тусклым. Светимость звезды оказывает некоторое влияние на вид её спектра, так что между спектрами звёзд одного спектрального класса и разных классов светимости есть различия.
Спектральные особенности, которые не вписываются в данную классификацию, принято обозначать дополнительными символами. Например, наличие эмиссионных линий обозначается буквой e, а пекулярные спектры обозначаются буквой p.
Развитие спектроскопии в XIX веке дало возможность классифицировать спектры звёзд. В 1860-х годах одну из первых классификаций, которая использовалась до конца XIX века, разработал Анджело Секки. На рубеже XIX и XX веков астрономами Гарвардской обсерватории была создана Гарвардская классификация, в которой спектральные классы приобрели близкий к современному вид, а в 1943 году была создана Йеркская классификация, в которой появились классы светимости и которая с некоторыми изменениями используется до сих пор. Доработка этой системы продолжалась как в результате открытия новых объектов, так и благодаря увеличению точности спектральных наблюдений.

## Спектры звёзд
Спектры звёзд играют очень важную роль при изучении многих их характеристик. Спектры большинства звёзд являются непрерывными с наложенными на них линиями поглощения, но у некоторых звёзд в спектрах бывают эмиссионные линии.
Очень упрощённо можно рассматривать поверхность звезды как источник непрерывного спектра, а атмосферу — как источник линий, но в реальности между ними нет чёткой границы. В качестве простой модели звезды можно взять излучение абсолютно чёрного тела, спектр которого описывается законом Планка, и, хотя зачастую они оказываются совсем непохожими, для звёзд широко используется понятие эффективной температуры — температуры, которую должно иметь абсолютно чёрное тело тех же размеров, что и звезда, чтобы иметь такую же светимость.
При этом оказывается, что спектры звёзд очень сильно различаются. В спектре могут доминировать короткие или длинные волны, что влияет на цвет звезды. Спектральные линии же могут быть немногочисленными, а могут, наоборот, заполнять большую часть спектра.

## Современная классификация
Современная спектральная классификация учитывает два параметра. Первый — это собственно спектральный класс, который описывает вид спектра и линий в нём и зависит в основном от температуры звезды. Второй параметр зависит от светимости звезды, и, соответственно, называется классом светимости: у звёзд одного спектрального класса могут значительно отличаться светимости, причём детали спектра в таких случаях также различаются. Кроме того, при наличии особенностей в спектре звезды, например, эмиссионных линий, могут использоваться дополнительные обозначения. В классификации учитываются параметры и особенности спектра не только в оптическом диапазоне, но и в инфракрасном и ультрафиолетовом. Обычно на практике для определения класса той или иной звезды её спектр сравнивают с хорошо известными спектрами определённых звёзд-стандартов.
Описанная система называется Йеркской классификацией по названию Йеркской обсерватории, где она была разработана, или системой Моргана — Кинана по фамилиям разработавших её астрономов. В этой системе класс Солнца, имеющего спектральный класс G2 и класс светимости V, записывается как G2V.

### Спектральные классы
Подавляющее большинство звёзд может быть отнесено к одному из основных классов: O, B, A, F, G, K, M. В таком порядке эти классы образуют непрерывную последовательность по уменьшению эффективной температуры звезды и по цвету — от голубых к красным.
Каждый из этих классов, в свою очередь, делится на подклассы от 0 до 9 в порядке уменьшения температуры. Обозначение подкласса ставится после обозначения класса: например, G2. Исключение составляет класс O: в нём используются классы от O2 до O9. Иногда используются дробные классы, например, B0.5. Более высокотемпературные классы и подклассы называются ранними, низкотемпературные — поздними. В качестве условной границы между ними может быть взят класс Солнца G2 или другие классы, также между ранними и поздними классами может выделяться промежуток «солнечных» классов F и G.
У звёзд разных спектральных классов оказываются разными не только температуры и цвета, но и спектральные линии. Например, в спектрах звёзд класса M наблюдаются линии поглощения различных молекулярных соединений, а у звёзд класса O — линии многократно ионизованных атомов. Это напрямую связано с температурой поверхности звезды: при повышении температуры молекулы распадаются на атомы и повышается степень ионизации последних. На интенсивность разных линий также влияет химический состав звезды.
Звёзды распределены по спектральным классам крайне неравномерно: к классу M принадлежит примерно 73 % звёзд Млечного Пути, к классу K ещё около 15 %, в то время как звёзд класса O — 0,00002 %. Однако из-за того, что более яркие звёзды видны с бо́льших расстояний, а звёзды ранних спектральных классов обычно и являются более яркими, наблюдаемое распределение звёзд по классам часто выглядит иным образом: например, среди звёзд с видимой величиной ярче 8,5m больше всего распространены класс K и A, составляющие, соответственно, 31 % и 22 % всех звёзд, а наименее распространены классы M и O — их, соответственно, 3 % и 1 %.
Кроме основных спектральных классов существуют и другие для звёзд, которым не подходит описанная классификация. Это, например, классы L, T, Y для коричневых карликов или C, S для углеродных звёзд и циркониевых звёзд. Для звёзд Вольфа — Райе используют класс W, для планетарных туманностей — P, для новых звёзд — Q.
Для запоминания основной последовательности существует мнемоническая фраза: Oh Be A Fine Girl (Guy), Kiss Me. Фразы, построенные с аналогичной целью, существуют и на русском языке: Один Бритый Англичанин Финики Жевал Как Морковь, а также О Борис Александрович, Физики Ждут Конца Мучений.
| Класс | Температура (K) | Цвет         | Показатель цвета B−V | MV (для главной последовательности) |
| ----- | --------------- | ------------ | -------------------- | ----------------------------------- |
| O     | > 30 000        | Голубой      | −0,3                 | −5,7…−3,3                           |
| B     | 10 000—30 000   | Бело-голубой | −0,2                 | −4,1…+1,5                           |
| A     | 7400—10 000     | Белый        | 0                    | +0,7…+3,1                           |
| F     | 6000—7400       | Жёлто-белый  | +0,4                 | +2,6…+4,6                           |
| G     | 5000—6000       | Жёлтый       | +0,6                 | +4,4…+6,0                           |
| K     | 3800—5000       | Оранжевый    | +1,0                 | +5,9…+9,0                           |
| M     | 2500—3800       | Красный      | +1,5                 | +9,0…+16                            |

### Классы светимости
Звёзды, относящиеся к одному спектральному классу, могут иметь сильно различающиеся светимости и абсолютные звёздные величины, поэтому для описания свойств звезды одного спектрального класса недостаточно. Звёзды на диаграмме Герцшпрунга — Рассела, где они отмечены по спектральному классу и абсолютной звёздной величине, распределены не равномерно, а сосредоточены в нескольких областях диаграммы. Поэтому класс светимости не напрямую связан со светимостью, а соответствует той или иной области диаграммы. У звёзд одного класса светимости могут сильно различаться, но класс светимости действительно позволяет различать звёзды одного спектрального класса и разных светимостей.
Классы светимости обозначаются римскими цифрами, которые ставятся после спектрального класса. Основные классы светимости в порядке уменьшения светимости:
- I — сверхгиганты. Выделяют несколько подклассов:
  - 0, Ia-0 или Ia+ — ярчайшие сверхгиганты или гипергиганты.
  - Ia — яркие сверхгиганты.
  - Iab — нормальные сверхгиганты.
  - Ib — сверхгиганты низкой светимости.
- II — яркие гиганты.
- III — гиганты.
- IV — субгиганты.
- V — звёзды главной последовательности (карлики). Самый многочисленный класс светимости: к нему относится 90 % всех звёзд[32][33].
- VI — субкарлики.
- VII — белые карлики.

В редких случаях выделяют класс светимости VIII, к которому принадлежат ядра планетарных туманностей, превращающиеся в белые карлики.
В каждом классе светимости есть определённая связь между спектральным классом и светимостью. Так, например, звёзды главной последовательности тем ярче, чем более ранний их спектральный класс: от +16m для звёзд класса M8V до −5,7m для звёзд класса O5V (см. выше).

#### Эффекты светимости
Звёзды одного спектрального класса, но разных классов светимости отличаются не только абсолютной звёздной величиной. Некоторые спектральные особенности становятся более выраженными или, наоборот, слабеют при переходе к более ярким классам светимости. В английской литературе такие явления называются эффектами светимости (англ. luminosity effects).
Гиганты и сверхгиганты имеют гораздо большие размеры, чем звёзды главной последовательности тех же спектральных классов, при практически той же массе. Следовательно, ускорение свободного падения у поверхностей ярких звёзд оказывается ниже, поэтому и плотность, и давление газа там меньше. Это приводит к появлению различных эффектов светимости.
Например, один из самых распространённых эффектов светимости состоит в том, что у более ярких звёзд спектральные линии оказываются более узкими и глубокими. В звёздах более ярких классов светимости более сильны линии ионизованных элементов, а сами эти звёзды более холодные и более красные, чем звёзды главной последовательности тех же спектральных классов. Все эти особенности позволяют только по виду спектра определять класс светимости звезды и, следовательно, её светимость вообще.

### Дополнительные обозначения
В случае, если спектр звезды обладает какими-то особенностями, это отражается дополнительным обозначением, добавляемым к обозначению её класса (перед или за ним). Например, если в спектре звезды класса B5 есть эмиссионные линии, то её спектральным классом будет B5e.
| Обозначение           | Описание спектра                                                           |
| --------------------- | -------------------------------------------------------------------------- |
| c, s                  | Узкие глубокие линии                                                       |
| comp                  | Объединённый спектр двух звёзд разных классов (спектрально-двойная звезда) |
| e                     | Эмиссионные линии, обычно имеется в виду водород (например, у Be-звёзд)    |
| [e]                   | Запрещённые эмиссионные линии (например, у B[e]-звёзд)                     |
| f, (f), ((f)), f*, f+ | Определённые эмиссионные линии He II и N III в звёздах класса O            |
| k                     | Линии поглощения межзвёздной среды                                         |
| m                     | Сильные линии металлов                                                     |
| n, nn                 | Широкие линии (например, из-за вращения)                                   |
| neb                   | Спектр дополнен спектром туманности                                        |
| p                     | Пекулярный спектр                                                          |
| sd                    | Субкарлик                                                                  |
| sh                    | Оболочечная звезда                                                         |
| v, var                | Переменный спектральный класс                                              |
| wd                    | Белый карлик                                                               |
| wk, wl                | Слабые линии                                                               |
| :                     | Неточность в определении класса                                            |

### Промежуточные спектральные классы
Иногда спектр звезды проявляет характеристики спектров разных классов. Например, если в спектре наблюдаются как эмиссионные линии, характерные для звезды Вольфа — Райе класса WN6, так и те, что характерны для голубого сверхгиганта класса O2If*, её класс будет записываться как O2If*/WN6. Такие звёзды в английских источниках называются slash stars (букв. «слеш-звёзды»). Если же звезда проявляет промежуточные характеристики между двумя классами, то может использоваться как знак /, так и -: например, Процион имеет спектральный класс F5V-IV.

## Характеристики звёзд различных классов

### Класс O
К спектральному классу O относятся наиболее горячие звёзды. Температура их поверхности составляет более 30 тысяч кельвинов, и они имеют голубой цвет: показатель цвета B−V для таких объектов составляет около −0,3m.
В отличие от остальных спектральных классов, самый ранний подкласс O — это O2, а не O0, а в прошлом использовались классы только от O5 до O9.
В спектрах звёзд класса O доминирует синее и ультрафиолетовое излучение. Кроме того, отличительной чертой их спектров являются линии поглощения многократно ионизованных элементов: к примеру, Si V и C III, N III и O III. Сильны также линии He II — в частности, серия Пикеринга. Линии нейтрального гелия и водорода заметны, но слабы. Довольно часто наблюдаются эмиссионные линии: они встречаются у 15 % звёзд классов O и B. У многих звёзд в рентгеновском диапазоне наблюдается эмиссия очень сильно ионизованных элементов, например, Si XV.
У более поздних подклассов относительно более ранних увеличивается интенсивность линий нейтрального гелия и уменьшается — ионизованного: отношение их интенсивностей используется как один из основных критериев для определения, к какому подклассу принадлежит звезда. В зависимости от того, какие именно спектральные линии берутся, интенсивности сравниваются в подклассах O6—O7. В звёздах класса O3 линии нейтрального гелия обнаружить уже не удаётся.
К этому классу принадлежат в основном самые массивные и яркие звёзды. Они живут короткий срок и вносят основной вклад в светимость (но не массу) галактик, где такие звёзды имеются, очерчивают структуру спиральных рукавов и играют основную роль в обогащении галактик некоторыми элементами, такими, как кислород. Похожие физические и спектральные характеристики имеют звёзды ранних подклассов B, поэтому они часто объединяются со звёздами класса O под общим названием «OB-звёзды». Эта общность, несмотря на название, не включает в себя поздние подклассы B: среди звёзд главной последовательности к ней принадлежат звёзды не позднее B2, но для более ярких классов светимости эта граница сдвинута к более поздним подклассам.
К звёздам класса O относятся, например, Альфа Жирафа — сверхгигант класса O9Ia, а также Тета¹ Ориона C — звезда главной последовательности класса O7Vp.

### Класс B
Звёзды спектрального класса B имеют более низкие температуры, чем звёзды класса O: от 10 до 30 тысяч кельвинов. Они имеют бело-голубой цвет и показатель цвета B−V около −0,2m.
Как и у класса O, у звёзд класса B в спектрах наличествуют линии ионизованных элементов, например, O II, Si II и Mg II. Однако в спектрах звёзд класса B практически нет линий He II — лишь в самых ранних подклассах, не позднее B0.5, могут наблюдаться слабые линии. Линии нейтрального гелия, наоборот, очень сильны и максимума своей интенсивности достигают в подклассе B2, но в поздних подклассах значительно ослабевают. Также хорошо заметны линии водорода, в частности, серия Бальмера, которые усиливаются к поздним спектральным классам. У звёзд класса B также часто встречаются эмиссионные линии.
К сверхгигантам класса B можно отнести Ригель (B8Iae). Примером гиганта класса B может служить Тау Ориона (B5III), а к звёздам главной последовательности класса B относятся Эта Возничего (B3V) и 18 Тельца (B8V).

### Класс A
Звёзды спектрального класса A имеют температуры в диапазоне 7400—10000 K. Их показатели цвета B−V близки к нулю, а цвет кажется белым.
В спектрах звёзд класса A очень сильны линии водорода, которые достигают максимума интенсивности в подклассе A2, особенно это касается серии Бальмера. Остальные линии гораздо слабее и могут быть практически незаметны. К поздним классам усиливаются линии Ca II и появляются линии некоторых нейтральных металлов. Линии нейтрального гелия отсутствуют у всех подклассов, кроме самого раннего — A0, где они могут быть слабо видны. Тем не менее, спектры звёзд класса A довольно разнообразны. Например, более 30 % звёзд класса A являются химически пекулярными: имеющими сильный дефицит металлов или, наоборот, избыток тех или иных элементов. Также часто встречаются быстро вращающиеся звёзды класса A, что соответствующим образом меняет спектр и делает звезду ярче. По этой причине главную последовательность для звёзд класса A иногда делят на два подкласса светимости: более яркий Va и более тусклый Vb.
К звёздам главной последовательности класса A относятся, например, Вега (A0Va) и Денебола (A3Va). Пример гиганта этого класса — Тубан (A0III), сверхгиганта — Эта Льва (A0Ib).

### Класс F
Температуры звёзд класса F лежат в диапазоне 6000—7400 K. Их показатели цвета B−V — около 0,4m, а цвет — жёлто-белый.
В спектрах этих звёзд видны линии ионизованных и нейтральных металлов, таких как Ca II, Fe I, Fe II, Cr II, Ti II. У более поздних подклассов они проявляются сильнее, а линии нейтрального водорода — слабее. У звёзд подклассов позднее F5 имеется конвективная оболочка, поэтому избыток или недостаток тех или иных элементов на поверхности исчезает благодаря перемешиванию с более глубокими слоями. Таким образом, химически пекулярных звёзд в позднем классе F практически нет, в отличие от класса A (см. выше).
На точке поворота для популяций галактического гало и толстого диска располагаются звёзды класса не ранее F. Таким образом, этот класс — самый ранний для звёзд населения II, находящихся на главной последовательности.
Примером звезды главной последовательности класса F может служить Процион (F5IV-V), гиганта — Ипсилон Пегаса (F8III), к сверхгигантам класса F относятся Арнеб (F0Ia) и Везен (F8Ia).

### Класс G
У звёзд класса G температуры составляют 5000—6000 K. Цвет таких звёзд — жёлтый, показатели цвета B−V составляют около 0,6m.
Наиболее отчётливо в спектрах таких звёзд видны линии металлов, в частности, железа, титана и в особенности линии Ca II, достигающие максимума интенсивности в подклассе G0. В спектрах звёзд-гигантов видны линии циана. Линии водорода слабы и не выделяются среди линий металлов. Линии металлов усиливаются к поздним спектральным подклассам.
К классу G относится Солнце, благодаря чему звёзды класса G главной последовательности представляют дополнительный интерес. Кроме того, звёзды-карлики классов G и K считаются наиболее подходящими для возникновения и развития жизни в их планетных системах.
Кроме Солнца, имеющего класс G2V, к карликам класса G относится, например, Каппа¹ Кита (G5V). К гигантам относится Каппа Близнецов (G8III-IIIb), а к сверхгигантам — Эпсилон Близнецов (G8Ib).

### Класс K
Звёзды класса K имеют поверхностную температуру 3800—5000 K. Их цвет ― оранжевый, а показатели цвета B−V близки к 1,0m.
В спектрах таких звёзд хорошо видны линии металлов, в частности, Ca I, и других элементов, которые видны у звёзд класса G. Линии водорода очень слабы и практически незаметны на фоне многочисленных линий металлов. Появляются широкие полосы поглощения молекул: например, полосы TiO появляются в подклассе K5 и в более поздних. Фиолетовая часть спектра уже довольно слаба. В целом, к более поздним подклассам линии металлов продолжают усиливаться.
Примером звезды главной последовательности класса K может быть Эпсилон Эридана (K2V), к гигантам относятся Арктур (K1.5III) и Этамин (K5III), а к сверхгигантам ― Дзета Цефея (K1.5Ib).

### Класс M
Температура звёзд класса M составляет 2500—3800 K. Они имеют красный цвет, их показатели цвета B−V ― около 1,5m.
Спектры этих звёзд пересечены молекулярными полосами поглощения TiO и других молекулярных соединений. Также наблюдается множество линий нейтральных металлов, из которых линия Ca I наиболее сильна. Полосы TiO усиливаются у поздних подклассов.
Всего звёзд класса M больше, чем всех остальных, вместе взятых ― 73 % от общего числа. Гиганты и сверхгиганты этого класса часто переменны, причём их переменность очень долгопериодична, например, как у Миры.
К звёздам главной последовательности класса M можно отнести 40 Эридана C (M4.5V), примером гиганта служит Бета Пегаса (M2.5II-III), а сверхгиганта ― Бетельгейзе (M1-M2Ia-Iab).

### Классы углеродных и циркониевых звёзд
Углеродные и циркониевые звёзды относят, соответственно, к классам C и S. Звёзды этих классов чаще всего имеют примерно те же поверхностные температуры, что и звёзды класса M, красный цвет и их показатели цвета B−V ― около 1,5m. Эти классы обычно рассматриваются в последовательности основных классов как ответвление от класса K или G.
Спектры также похожи на таковые у звёзд классов позднего G, K и M. Отличия от них у звёзд класса S в том, что вместо полос TiO в их спектре сильнее всего выражены полосы ZrO. Также наблюдаются полосы других соединений: YO, LaO. В спектрах звёзд класса C вместо полос TiO также наблюдаются линии атомарного углерода и некоторых его соединений, например, C2, CN, CH.
В прошлом вместо класса C использовались два класса: более горячий класс R и более холодный N, но оказалось, что они в некоторой степени перекрываются, что привело к объединению их в общий класс. Однако в дальнейшем выяснилось, что звёзды этого класса могут иметь разную природу и спектральные особенности, и с учётом того, что классы светимости для них не используются, были выделены несколько подтипов этого класса:
- C-R приблизительно соответствует устаревшему классу R.
- C-N приблизительно соответствует устаревшему классу N.
- В спектрах C-J сильны линии изотопа углерода 13C.
- В спектрах C-H сильны линии соединения CH.
- В спектрах C-Hd слабы линии водорода и его соединений.

Среди звёзд классов C и S наиболее известны гиганты и яркие гиганты — звёзды асимптотической ветви гигантов, у которых содержание углерода на поверхности сильно увеличивается на этой стадии. Являясь сначала звёздами класса M, они превращаются в звезды класса S, а затем переходят в класс C, поэтому в классификации иногда используют промежуточные классы MS и SC. Тем не менее, известны углеродные звёзды-карлики, которых, возможно, даже больше, чем гигантов.
Примером углеродной звезды может служить U Жирафа, а циркониевой — S Большой Медведицы.

### Классы коричневых карликов
Коричневые карлики — объекты, недостаточно массивные для того, чтобы поддерживать термоядерный синтез гелия в своих недрах длительный срок. Они тусклее и холоднее красных карликов, поэтому для них используют иные спектральные классы: L, T, Y в порядке понижения температуры. Эта последовательность рассматривается как продолжение основных классов после M. Самые массивные коричневые карлики могут относиться и к классу M, но не ранее подкласса M7.
Коричневые карлики имеют тёмно-красный цвет, линии TiO исчезают в звёздах раннего класса L. Принадлежащие классу L имеют температуры в диапазоне 1300—2500 K, в их спектрах присутствуют линии щелочных металлов, например, натрия и рубидия. У карликов класса T температуры составляют 600—1300 K, а спектры отличаются наличием линий метана. Наконец, температура карликов класса Y не превышает 600 K, а в их спектрах видны полосы поглощения воды и аммиака.

### Классы звёзд Вольфа — Райе
Звёзды Вольфа — Райе — класс ярких, массивных звёзд с температурами более 25 тыс. K, которые выделяются в отдельный спектральный класс W или WR.
Главная особенность спектров таких звёзд — яркие и широкие эмиссионные линии H I, He I—II, N III—V, C III—IV, O III—V. Их ширина может составлять 50—100 ангстрем, а в максимуме линии интенсивность излучения может в 10—20 раз превосходить интенсивность соседних участков непрерывного спектра.
По виду их спектров звёзды Вольфа — Райе подразделяются на три подтипа: WN, WC, WO. В спектрах звёзд этих подтипов, соответственно, доминируют линии азота, углерода и кислорода. Деление на подклассы отличается от принятого для основных спектральных классов: используют подклассы от WN2 до WN11, от WC4 до WC9 и от WO1 до WO4.
Звёзды Вольфа — Райе — это центральные части массивных звёзд класса O, которые лишились водородной оболочки из-за сильного звёздного ветра или влияния компаньона в тесной двойной системе. В процессе эволюции звёзды переходят из класса WN в WC, а затем в WO.

### Классы белых карликов и планетарных туманностей
Зачастую белые карлики рассматриваются не как отдельный класс светимости, а как отдельный спектральный класс D. Их спектры выделяются гораздо более широкими линиями поглощения, чем у других звёзд. В остальном же спектры этих звёзд могут сильно различаться, поэтому существует 6 основных подтипов класса D:
- В спектрах DA наблюдаются только водородные линии серии Бальмера.
- В спектрах DB присутствуют только линии He I[комм. 2].
- В спектрах DC глубина линий составляет не более 5 % от интенсивности непрерывного спектра.
- В спектрах DO сильны линии He II, вместе с ними наблюдаются линии He I и H.
- В спектрах DZ наблюдаются линии элементов тяжелее гелия при отсутствии линий водорода и гелия.
- В спектрах DQ есть линии атомов или молекул углерода.

В случае, если в спектре белого карлика есть линии, которые встречаются у разных подтипов, используется несколько соответствующих букв дополнительно к D: например, если в спектре видны линии углерода, кислорода и ионизованного гелия, то класс будет обозначаться как DZQO.
В широком диапазоне находятся и значения температур белых карликов: от нескольких тысяч до более ста тысяч кельвинов. Подкласс белого карлика определяется эффективной температурой, и, например, для белых карликов класса DA могут существовать подклассы от 0.1 (записывается как DA.1) до 13.
Белые карлики — остатки звёзд, имеющие размеры порядка земных, а массу — порядка солнечной. Ширина их линий поглощения вызвана больши́м ускорением свободного падения на их поверхности.
К белым карликам относится, например, Сириус B, имеющий класс DA1.9, а также Процион B класса DQZ.
Планетарным туманностям присваивается отдельный класс P, а их центральные звёзды, которые превращаются в белые карлики, могут классифицироваться вместе с другими объектами: с белыми карликами, с субкарликами класса O или даже со звёздами Вольфа — Райе.

### Классы новых и сверхновых звёзд
Для обозначения новых звёзд используется класс Q, но существует и более подробная классификация, которая учитывает кривую блеска и вид спектра новой после максимума блеска. Спектры новых звёзд в максимуме блеска являются непрерывными с линиями поглощения, похожими на спектры сверхгигантов класса A или F, но с падением яркости у них появляются эмиссионные линии.
Сверхновые звёзды в первую очередь делятся по наличию спектральных линий водорода: при их наличии сверхновая относится к типу II, при отсутствии — к типу I. Сверхновые типа I также делятся на типы Ia, Ib, Ic: в спектрах сверхновых типа Ia есть линии Si II, а спектры Ib и Ic отличаются, соответственно, наличием или отсутствием линий He I. Сверхновые типа II в основном различаются кривыми блеска, но есть отличия и в спектрах: например, у сверхновых типа IIb спектры со временем становятся похожи на таковые класса Ib, а спектры с аномально узкими линиями поглощения выделяют в класс IIn.
И новые, и сверхновые звёзды — катаклизмические переменные, резко повышающие свою светимость, которая затем постепенно падает. У новых звёзд это происходит в результате термоядерного взрыва на поверхности белого карлика, который перетянул достаточное количество вещества со звезды-компаньона. Вспышки сверхновых могут быть вызваны различными механизмами, но они в любом случае, в отличие от новых звёзд, приводят к разрушению самой звезды.

## История
Предпосылкой к созданию спектральной классификации звёзд стало появление спектроскопии. Ещё в 1666 году Исаак Ньютон наблюдал спектр Солнца, но первый серьёзный результат был достигнут в 1814 году: Йозеф Фраунгофер обнаружил в спектре Солнца тёмные линии поглощения, которые впоследствии стали называться фраунгоферовыми. В 1860 году Густав Кирхгоф и Роберт Бунзен определили, что эти линии порождаются определёнными химическими элементами.

### Классы Секки
Анджело Секки в 1860-х годах предпринял одну из первых попыток классификации звёзд по их спектрам. В 1863 году он разделил звёзды на два класса: I, соответствующий современным ранним классам, и II — соответствующий более поздним. В последующие годы Секки ввёл класс III, в который попали звёзды класса M, а затем класс IV, в который попали углеродные звёзды. Наконец, для звёзд с эмиссионными линиями он выделил класс V.
Секки не был первым, кто классифицировал звёздные спектры — в то же время этим занимались такие учёные как Джованни Донати, Джордж Эйри, Уильям Хаггинс и Льюис Резерфорд, и они также внесли заметный вклад в их изучение. Однако среди современников Секки больше всех преуспел в наблюдениях. Он классифицировал около 4000 звёзд, и именно его классификация наиболее широко использовалась во второй половине XIX века.

### Гарвардская классификация
В конце XIX и в начале XX века спектральную классификацию разрабатывали астрономы Гарвардской обсерватории. В 1872 году Генри Дрейпер сделал первую фотографию спектра Веги, но масштабная работа началась с 1885 года, когда директор обсерватории, Эдуард Пикеринг, организовал спектроскопический обзор всего неба.
Анализ спектров был поручен Вильямине Флеминг, и в 1890 году появился первый каталог, в котором более 10 тысяч звёзд были разделены на 16 классов. Классы обозначались латинскими буквами от A до Q с пропуском J, причём 13 из них являлись подтипами первых четырёх классов Секки, а классы шли в порядке ослабевания линий водорода. Часть этих классов сохранилась и в современной классификации, хотя от некоторых впоследствии отказались: например, к классу C относились звёзды с двойными линиями, появление которых на самом деле оказалось ошибкой приборов.
Антония Мори в то же время работала с более детальными спектрами более ярких звёзд, которые разделила на 22 класса от I до XXII. В её классификации самым ранним классом стал тот, который соответствовал современному классу B, в то время как в предыдущих классификациях таковым считался класс A как имеющий самые сильные линии водорода. Кроме того, в классификации Мори впервые учитывался вид линий: рассматривались линии средней ширины, размытые или узкие. Несмотря на эти нововведения, классификация не получила дальнейшего развития.
Далее важный вклад внесла Энни Кэннон. Она доработала алфавитную схему классификации Флеминг: в частности, часть классов была отвергнута, а остальные были расставлены в порядке понижения температуры. Последовательность основных классов приобрела современный вид — O, B, A, F, G, K, M. Кроме того, Кэннон добавила подклассы, и к 1912 году система классификации была завершена. В 1922 году система была принята Международным астрономическим союзом, а к 1924 году был полностью опубликован каталог Генри Дрейпера, в котором классифицировались более 225 тысяч звёзд. Сама система получила название Гарвардской классификации, либо системы Дрейпера.

### Йеркская классификация
В период, когда разрабатывалась Гарвардская классификация, стало известно, что светимости у звёзд одного класса могут отличаться, причём спектры более ярких и более тусклых звёзд также оказываются различными. Это указывало на необходимость уточнения классификации.
После этого Уильям Морган обнаружил, что внутри каждой группы на диаграмме Герцшпрунга — Рассела у звёзд практически одинаково ускорение свободного падения, которое может быть измерено по ширине спектральных линий (см. выше). Таким образом, классификация звёзд по ширине спектральных линий оказалась удобной. В 1943 году Морган и двое коллег — Филипп Кинан и Эдит Келлман опубликовали Атлас звёздных спектров, в котором вводились классы светимости и подробно рассматривались эффекты светимости. Эта система стала называться Йеркской классификацией по названию обсерватории, где она была разработана, или системой Моргана — Кинана.

### Дальнейшее развитие
Йеркская классификация быстро стала важным инструментом для астрономии и используется до сих пор, но с момента создания в неё вносились изменения. Так, например, после открытия коричневых карликов в 1994 году для этих объектов ввели класс L, а затем классы T и Y. Также на классификацию повлияло и увеличение точности спектроскопии. Спектральный класс O, самым ранним подклассом которого изначально был O5, к 2002 году был расширен до подкласса O2.

### Комментарии
1. ↑  Разные обозначения используются при разных параметрах линий.
2. 1 2 3 4 5 6 7 8 9 10  Римская цифра после обозначения элемента означает его степень ионизации. I — нейтральный атом, II — однократно ионизованный элемент, III — дважды ионизованный, и так далее.